# Robert Normann
Robert Uno Normann (* 27. Juni 1916 in Sarpsborg; † 20. Mai 1998) war ein norwegischer Jazzmusiker (Gitarre, auch Tenorsaxophon, Komposition). Er gilt als norwegischer Pionier der Jazzgitarre.

## Leben und Wirken
Normann wuchs in Sundløkka bei Borge außerhalb von Sarpsborg auf. Er erlernte schon früh autodidaktisch das Gitarrenspiel und war ab 1928 als fahrender Straßenmusiker tätig, womit er bald seine Familie ernähren konnte. Ab Mitte der 1930er Jahre reiste er als Straßenmusiker nach Oslo. Dort wurde er nach und nach nicht nur Teil der etablierten Jazzszene, sondern zu einem der führenden Jazzmusiker; er war an zahlreichen Plattenproduktionen beteiligt. Nach einer Begegnung mit Django Reinhardt in Oslo konzentrierte er sich auf die Gitarre. Als Solist ist er mit Gruppen wie Freddie Valiers String Swing, dem Orchester von Frank Ottersen und Syv Muntre dokumentiert. Oft spielte er Melodie, Akkorde und Basslinien parallel.
Als um 1940 elektrisch verstärkte Gitarren in Norwegen aufkamen, gehörte Normann zu den ersten, die sie einsetzten. Er baute ein eigenes elektrisches Gitarrenmikrofon, das in den frühen 1940er Jahren bei Grammophonaufnahmen verwendet wurde. Ab 1945 arbeitete er mit verschiedenen Jazzgruppen (wie denen von Frank Ottersen und Willy Andresen) sowie in Kabarett- und Revueorchestern. Auch leitete er sein eigenes Orchester im Restaurant Kongen in Oslo. Es kam zu Aufnahmen mit der Big Band von Pete Brown und dem Orchester von Rolf Syversen im Aufnahmestudio.
Zwischen 1948 und 1954 war er als Theatermusiker am Edderkoppen-Theater engagiert. Dann war er in der Tanz- und Unterhaltungsmusik tätig, lehnte aber die Teilnahme an internationalen Tourneen ab. Von 1968 bis 1982 war er sowohl als ausführender Musiker als auch als musikalischer Leiter mit dem Norwegischen Tourneetheater verbunden. Weiterhin begleitete er Sänger und andere Musiker wie Sigbjørn Bernhoft Osa. In den 1970er Jahren nahm Normann mit seinem Quartett eine Reihe von Pausensendungen für das Fernsehen NRK auf.
Normann verfasste nicht nur Gitarrenkompositionen, sondern komponierte Musik in verschiedenen Genres. Er vertonte zudem Texte von Alf Prøysen, schrieb aber auch Theater- und Filmmusik.

## Diskographische Hinweise
- String Swing (The Complete Jazz Recordings Volume I: 1938–1941) (Hot Club Records, 1989)
- Sigarett Stomp (The Complete Jazz Recordings Volume II: 1941–1952) (Hot Club Records, 1989)
- Tricky Fingers (Vol. 3 – Rare Broadcasts 1959–89) (Hot Club Records, 1991)
- Perpetuum Mobile and Other Rare Recordings 1959–1974 (The Complete Jazz Recordings Volume IV: Broadcasts 1959-1974) (Hot Club Records, 1989)